# Portrait du cardinal d'Auvergne
Le portait d'Henri Oswald de La Tour d'Auvergne (1671-1747) a été exécuté en 1732 par le peintre français Hyacinthe Rigaud pour répondre à une commande du modèle.

## Historique de l'œuvre
Le principal portrait du cardinal d'Auvergne a été peint par Hyacinthe Rigaud afin de commémorer la nomination du modèle comme premier aumônier du roi en 1732. Le paiement des 3000 livres que coûta le tableau intervient d'ailleurs en cette même année dans les livres de comptes du peintre.
Retrouvé en 2005, il avait été gravé en contrepartie et avec quelques différences par Claude Drevet, en 1749. Le peintre fut probablement amené à peindre le visage du prélat sur une petite toile carrée, au sein de son atelier parisien ; toile qu'il fit coudre ensuite sur une plus grande afin de prendre le temps de réaliser le décor. La couture se voit d'ailleurs très nettement sur le tableau.

## Description

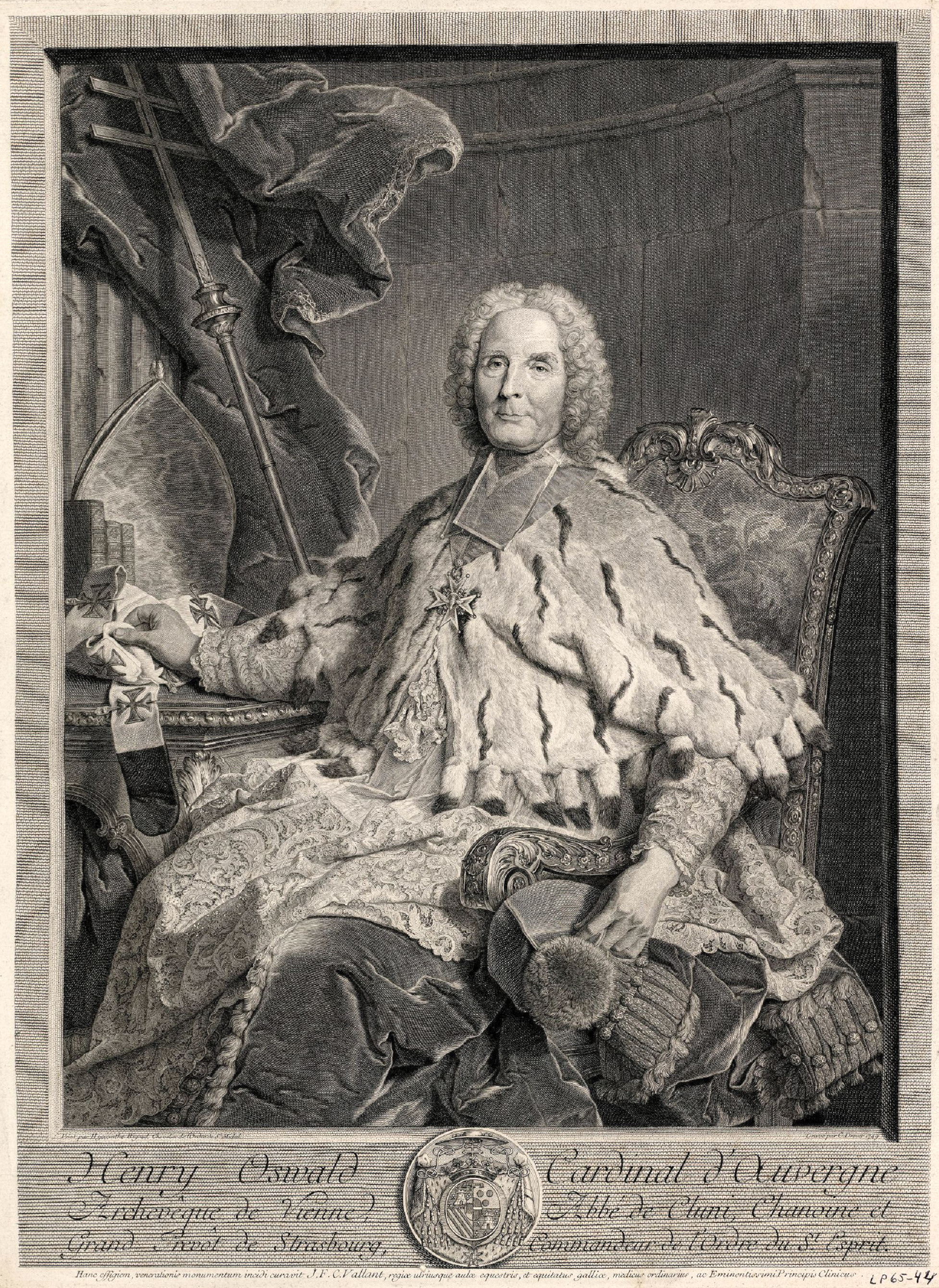
gravure par Drevet

Jusqu'en 2005, on ne pouvait guère que compter sur l'existence de l'estampe de Drevet, dont la beauté, certes, et la prouesse technique furent d'ailleurs relevées par le Mercure de France de 1749. 
Alors archevêque de Vienne, Henri Oswald est représenté ici assis dans un large fauteuil à accotoirs de feuilles d'acanthe, élément récurrent des effigies « en pied » chez l'artiste à cette époque.
Vêtu de l'habit traditionnel du grand Prévôt du Chapitre de la Cathédrale de Strasbourg, il porte sur ses épaules un rabat d'hermine parsemé de petit-gris. Sur la table, la mitre et la crosse rappellent ses fonctions.
Certaines différences apparaissent entre la gravure et l’huile sur toile. Si dans cette dernière, l’archevêque tient bien dans l’une de ses mains, et qui est posé sur une table, le Pallium que le pape lui avait confié le 16 avril 1722, il porte cependant un anneau à la main droite absent de l’estampe. De plus, la grande croix de Lorraine visible dans le fond, est remplacée dans le tableau par la crosse archiépiscopale.
Ce portrait a été vendu à Paris le 4 avril 2016 par l'étude L'Huillier pour 650.000 euros hors frais.

## Copies et travaux
La version conservée à Dijon ne s’inspire pas du tout de la toile de 1732, même si elle en reproduit fidèlement la physionomie. Elle s’inspire plutôt des portraits en buste de prélats habituels chez le catalan mais traité ici avec certaines maladresses, notamment dans les drapés. Sans être exempte de charme, ce buste pourrait avoir été réalisé par une aide d’atelier d’après le masque inventé par Rigaud.